# Teletank

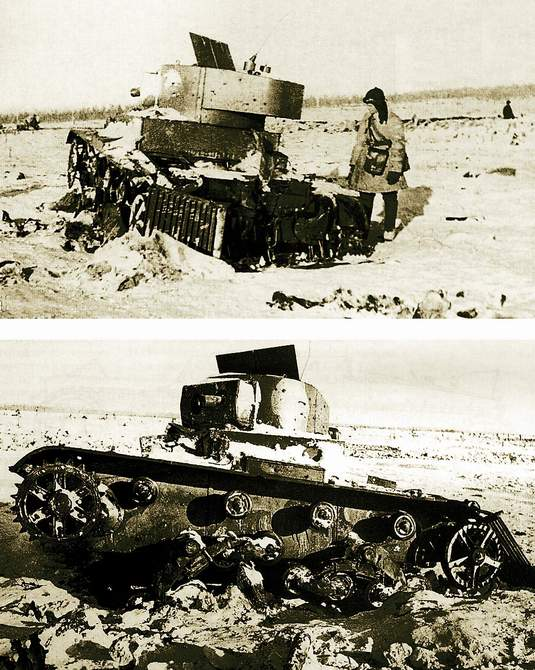
Sowjetischer TT-26 Teletank des 217. Panzerbataillons der 30. Panzerbrigade der Roten Armee (Februar 1940)

Teletanks (kurz: TT) waren in der Sowjetunion unbemannte, per Funkfernsteuerung gesteuerte Panzer, die zwischen den 1930er Jahren und den frühen 1940er Jahren hergestellt und von der Roten Armee eingesetzt worden sind.

## Beschreibung
Die ersten Modelle des Teletanks basierten auf einem T-18 und wurden ab dem 23. März 1929 mit einer Geschwindigkeit von 2,5 bis 4 km/h erprobt. 1933 und 1934 wurden Prototypen des „TT-18“ gebaut und mit Distanzen zur Funksteuerung zwischen 500 und 1.000 Meter erprobt. Vom Typ TT-18 wurden acht Prototypen und weitere als TT-26 und TT-27 gefertigt. Die Fahrzeuge wurden 10 Tage lang erprobt. Die Leistungen im Gelände waren befriedigend; allerdings war es mit den Fahrzeugen kaum möglich geradeaus zu fahren. Daher wurde von einer Serienproduktion Abstand genommen.
1939 und 1940 wurden weitere funkgesteuerte Panzer als „Т-38-ТТ“ erprobt.

## Einsatz
Ein Teletank wurde von einem Befehls- beziehungsweise Kontrollpanzer aus mit einer Funkreichweite von 500 bis 1500 Metern ferngesteuert. Einige Teletanks wurden im Sowjetisch-Finnischen Krieg eingesetzt und später schließlich zwei Teletank-Panzerbataillone an der Ostfront des Zweiten Weltkrieges.
Teletanks waren mit dem Infanterie-Maschinengewehr DP, Flammenwerfer und manchmal mit einer 200–700 kg Bombe mit Zeitzünder bewaffnet, um feindliche Bunker zu sprengen. Auch wurden sie so konzipiert, dass sie chemische Waffen einsetzen konnten, diese kamen aber nicht zum Einsatz. Einige Exemplare besaßen Nebelwurfanlagen.
Standardtaktik war, dass der Befehlspanzer so weit wie möglich hinter dem Teletank stand, den er steuerte, wenn dieser Feindkontakt hatte. Wenn ein Teletank in Gefahr lief, ein Beutepanzer zu werden, hatte die Panzerbesatzung des Befehlspanzers den Befehl, ihn mit der Bordkanone zu zerstören, damit er nicht in Feindeshand fiel. Wenn Teletanks nicht im aktiven Fronteinsatz waren, wurden sie von einer Besatzung manuell gefahren.

## Modelle
Panzermodelle die als Basis für Teletanks dienten:
- T-18
- T-26
- T-38
- BT-5
- BT-7